# Хатаєв Імам Абдулайович
Імам Абдулайович Хатаєв (31 серпня 1994 , Кулари, Чечня ) — російський боксер -любитель, який виступає в напівважкій ваговій категорії (до 81 кг). Майстер спорту Росії міжнародного класу, бронзовий призер літніх Олімпійських ігор 2020 року в Токіо, чемпіон Росії (2019, 2020), багаторазовий призер чемпіонатів Росії, чемпіон світу серед студентів у любительській категорії.

## Любительська кар'єра
У квітні 2021 року завоював срібло у вазі до 81 кг на міжнародному турнірі «Кубок Губернатора Санкт-Петербурга», у фіналі програвши досвідченому казаху Бекзаду Нурдаулєтову.

### Олімпійські ігри 2020 року
На початку червня 2021 року в Парижі (Франція) в чвертьфіналі кваліфікаційного турніру в конкурентному бою з рахунком 2:3 програв боксеру з Азербайджану Лорену Альфонсо, але в підсумку все ж пройшов кваліфікацію і отримав ліцензію на Олімпійські ігри 2020 року.
У липні 2021 року на Олімпіаді в Токіо, в 1/16 фіналу змагань в бою з марокканцем Мохамедом Ассахірою перемога була присуджена Хатаєву після того, як бій був зупинений суддею через явну перевагу російського боксера. Далі він переміг за очками казаха Бекзада Нурдаулєтова. У чвертьфіналі в третьому раунді нокаутував представника Іспанії Газімагомеда Джалідова. У півфіналі програв Бенджаміну Віттакеру (Велика Британія).
На чемпіонаті світу 2023 завоював бронзову медаль.
- В 1/16 фіналу переміг Іржана Ісені (Північна Македонія) — 5-0
- В 1/8 фіналу переміг Крістіана Піналеса (Домініканська Республіка) — 5-0
- У чвертьфіналі переміг Олексія Алфьорова (Білорусь) — 4-1
- У півфіналі програв Нурбеку Оралбаю (Казахстан) — 1-4

## Спортивні результати
- Чемпіонат Російського студентського союзу пам'яті А. І. Кисельова — [6] ;
- Першість Росії з боксу серед юніорів 2014 року — [7] ;
- Першість Росії з боксу серед молоді 2014 року — ;
- Першість Росії з боксу серед молоді 2015 року — [8] ;
- Чемпіонат Росії з боксу 2015 року — ;
- Чемпіонат Росії з боксу 2017 року — ;
- Чемпіонат Росії з боксу 2018 року — ;
- Чемпіонат Росії з боксу 2019 року — ;
- Чемпіонат Росії з боксу 2020 року — ;

## Родина
- Хатаєв Шаміль Абдулаєвич — брат, російський боксер, чемпіон Росії, майстер спорту Росії.